# Vlag van Cauca

Vlag van Cauca

De vlag van Cauca bestaat uit drie even brede horizontale banen in de kleurencombinatie groen-geel-groen. De vlag werd op 4 september 1968 officieel in gebruik genomen.
Groen (bovenste) symboliseert de vruchten van de afdeling. Geel symboliseert de zon symboliseert al de rijkdom. Groen (onderste) symboliseert de vlakten en bergen van departement Cauca.